# Буряк Марія Пантелеймонівна
Марія Пантелеймонівна Буря́к (16 серпня 1935, Ковалин — 4 січня 2008, Ковалин) — українська вишивальниця та художниця декоративно-ужиткового мистецтва; член Спілки радянських художників України з 1974 року та Спілки майстрів народного мистецтва України з 1991 року.

## Біографія
Народилася 16 серпня 1935 року в селі Ковалині (нині Бориспільський район Київської області, Україна) в селянській сім'ї. У ранньому дитинстві внаслідок хвороби стала інвалідом — не змогла ходити. Закінчила лише чотири класи середньої школи. Займалась вишивкою, написанням віршів, казок, малюванням. За сприяння художниці Єлизавети Миронової її картини стали експонуватися на художніх виставках у Києві, де отримали визнання. Мешкала у Ковалині, де і померла 4 січня 2008 року.

## Творчість
Спочатку малювала узори для вишивок. Згодом з'явилися картинки на папері різноманітної тематики, переважно розквітаючі квіти, фантастичні птахи, коні. Працювала переважно гуашами. Серед робіт:
- «Співочий дрозд» (1968);
- «Павич» (1968);
- «Павичі та троянди» (1969);
- «Пісня про Морозенка» (1970);
- «Було на ярмарку» (1970);
- «Чий то кінь стоїть» (1971);
- «Чарівна криниця» (1972);
- «Ковальська пісня» (1972);
- «Дума про Дніпро» (1973);
- «Закладини» (1975);
- «Поранений птах» (1978);
- «У грозову ніч» (1978);
- «Казковий ліс» (1978, темпера);
- «Тільки б злетіти» (1980);
- «Весняна пісня» (1980);
- «На щастя» (1983);
- панно «Перед святом» (1983);
- «Птиця-зоряниця» (1985);
- «Одинока журавка» (1988);
- «Друзі» (1995);
- «У скорботі» (1995);
- «Птахи» (1998);
- «Щасливе літо» (1999);
- «Віщунки» (1999).

У 1968 році її твори були представлені на республіканській виставці у Києві. Перша персональна виставка відбулася 1972 року в Переяславі-Хмельницькому. Того ж року на виставці в Києві її твори відзначено дипломом 1-го ступеня та золотою медаллю. Відтоді щороку брала участь у республіканських і всесоюзних виставках у Києві (персональні у 2001 та 2002 роках) та Москві.
Окремі роботи художниці зберігаються у музеях Національного заповідника «Києво-Печерська лавра», музеях Переяслава, Одеси.

## Відзнаки
- Премія імені Катерини Білокур за 1991 рік;
- Заслужений майстер народної творчості України з 1995 року;
- Орден княгині Ольги III ступеня (2005)[3].